# 沼牛站

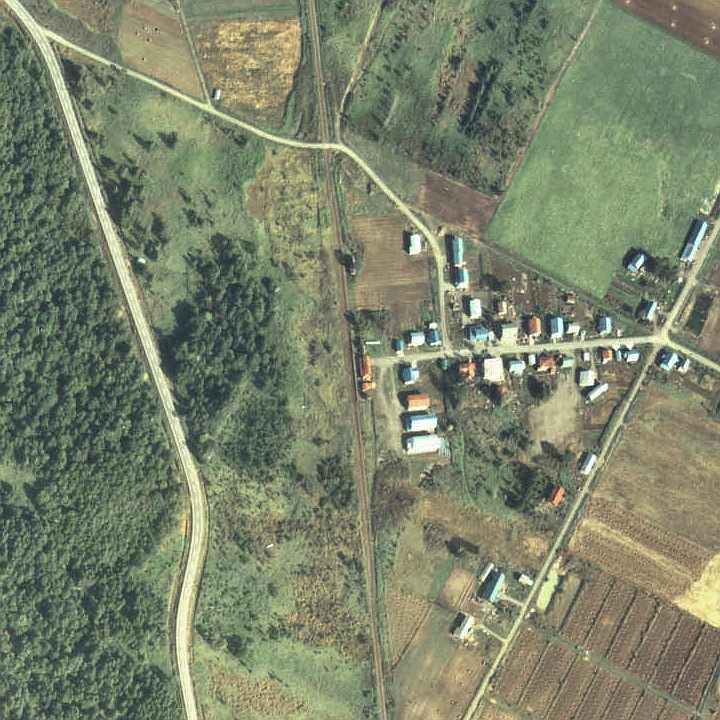
1977年的沼牛站與方圓約500米範圍。上方是朱鞠內方向。當時設有1面1線的單式月台，外邊設有副本線，車站大樓旁邊設有引込線。圖中可看見副本線和引込線的顏色較薄，這是由於較少使用。

沼牛站（日语：／ Numaushi eki */?）是位於北海道雨龍郡幌加內町字下幌加內，北海道旅客鐵道（JR北海道）的深名線車站（廢站）。隨著深名線廢線，車站在1995年（平成7年）9月4日廢除。

## 歷史
- 1929年（昭和4年）11月8日 - 鐵道省雨龍線鷹泊站至幌加內站之間開通，此站啟用。為幌加內町首座車站。由時為一般車站。
- 1931年（昭和6年）10月10日 - 改線改名為幌加內線，成為幌加內線車站。
- 1941年（昭和16年）10月10日 - 改線改名為深名線，成為深名線車站。
- 1949年（昭和24年）6月1日 - 日本國有鐵道成立，成為日本國有鐵道車站。
- 1963年（昭和38年）4月1日 - 成為業務委託車站。
- 1982年（昭和57年）3月30日 - 結束處理貨物和行李。成為無人車站（簡易委託）。
- 1987年（昭和62年）4月1日 - 伴隨國鐵分割民營化，車站由北海道旅客鐵道（JR北海道）營運。
- 日期不詳[注 1] - 結束簡易委託，完全成為無人車站。
- 1995年（平成7年）9月4日 - 深名線全線廢除，此站也廢除。

## 車站構造
截至車站廢除前，車站是一座地面車站，設有1面1線的單式月台。月台位於路軌東邊（名寄方向的列車會開啟右邊車門）。本線靠近深川一方設有分支，連接一條側線前往車站大樓南邊。曾經站內可進行列車交會。截至1983年（昭和58年），對面月台已經停用，列車交會設備已經停止使用，但是兩方向仍然設有轉轍器，月台已經撤走。後來截至1993年（平成5年）前撤走。月台前後的路軌都是彎曲的，這是轉轍器遺留的痕蹟。
此站是無人車站，在有人車站時代還有車站大樓。車站大樓位於站內西邊，鄰接月台北邊。車站大樓是一座古老木製建築物，損壞很嚴重。

## 使用狀況
- 在1992年度（平成4年度），1日的上下車人次為8人[2]。

## 車站周邊
- 國道275号（空知國道）
- 北海道道72號旭川幌加內線（日语：北海道道72号旭川幌加内線）
- 沼牛簡易郵局
- 幌加內川[4]
- 冬路山 - 車站東邊。海拔625米[4]。
- 幌加内峠 - 車站西南遍西方[4]。
- 江丹別峠 - 車站東南方[4]。
- JR北海道巴士深名線（日语：深名線 (ジェイ・アール北海道バス)）「下幌加內」巴士站

## 現況
截至1995年（平成7年）9月車站廢除後，車站大樓由幌加內町擁有。截至1996年（平成8年），車站大樓轉讓給一名當地經營蕎麥的農民。
截至2000年（平成12年），車站大樓與月台仍然存在。站前設有農業倉庫。截至2010年（平成22年），截至2011年（平成23年）也是同樣。月台上的站名牌只剩下一半，月台下方的路軌遺址只剩下路碴。
在2015年（平成27年）7月18日，為了紀念車站廢除（於9月）20年，町民和鐵路迷使用數月時間把當時的倉庫修復和打掃，回復至原來的車站大樓。站名牌也復原至原來的姿態。以「歡迎沼牛站」舉行活動。
在2016年（平成28年）5月，使用了當時正在拆毀的舊北海道池北高原鐵道故鄉銀河線上利別站車站大樓之物資，於同年9月進行翻修作業。工程於同年11月6日完成，同日舉行揭幕禮。
截至2020年（令和元年），車站大樓內部一般情況下不公開，當舉行活動時才公開。
在2021年10月25日，歡迎沼牛站實行委員會由北海道內的鐵路迷接收一座臂木式號誌機，號誌機還可使用。委員會為了招募活動費用，出售了罐裝路碴以進行眾籌。

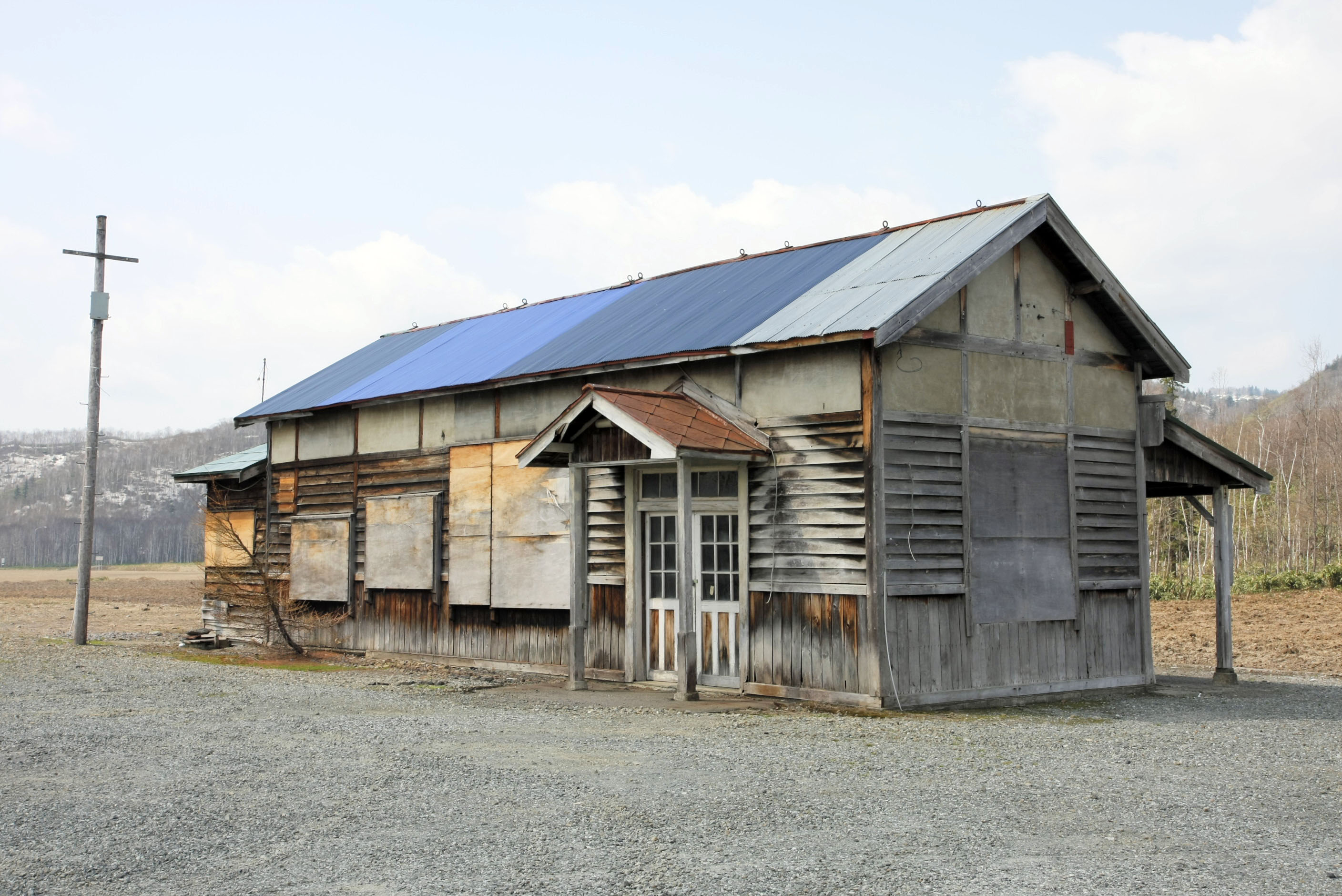
舊沼牛站車站大樓(2009年5月5日)
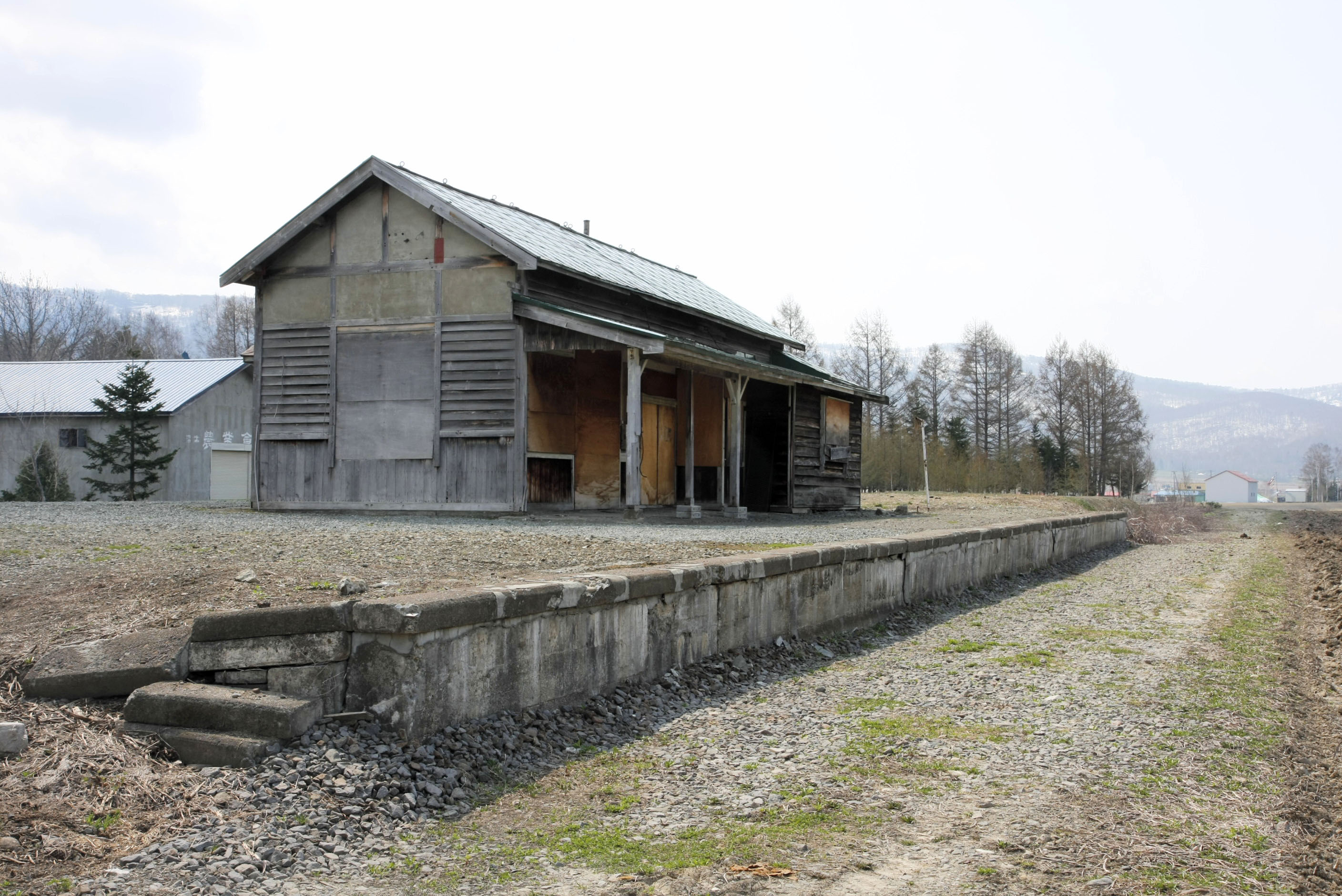
從月台望向舊沼牛站(2009年5月5日)
舊沼牛車站大樓(2020年6月14日)

## 相鄰車站
北海道旅客鐵道（JR北海道）
深名線
鷹泊－沼牛－新成生

## 注腳

### 新聞
1. 1 2  . 北海道新聞. 2020-10-13  [2020-10-13]. （原始内容存档于2020-10-13） （日语）.
2. ↑  廃止から20年の駅が「復活」…JR北海道・深名線の沼牛駅舎公開 （页面存档备份，存于）（日語） Response.（日语：Response.）（2015年7月20日）2020年12月5日參閲
3. ↑  森脇敬三. . 北海道新聞 (北海道新聞社). どうしんウェブ／電子版（道北）. 2016-10-22  [2016-10-23]. （原始内容存档于2016-10-23） （日语）.
4. ↑  . 北海道新聞 (北海道新聞社). どうしんウェブ／電子版（暮らし・話題）. 2016-11-06  [2016-11-08]. （原始内容存档于2016-11-07） （日语）.
5. ↑  「腕木式信号機 旧沼牛駅に再現／駅舎維持へランドマーク 幌加内 （页面存档备份，存于）（日語）」《北海道新聞》朝刊2020年11月29日「地域から 179の窓」特集：心の鉄道 愛着深く（14面）2020年12月5日閲覧